# Isabel de Hungría
Santa Isabel princesa de Hungría (Castillo de Sárospatak, Borsod-Abaúj-Zemplén, 7 de julio de 1207-Marburgo, Alemania, 17 de noviembre de 1231) fue una princesa húngara y terciaria franciscana. Canonizada por la Iglesia Católica y nombrada patrona de la orden tercera de san Francisco de Asís.
Isabel se quedó viuda siendo aún joven, dedicó su riqueza a los pobres, construyó hospitales y allí atendía personalmente a los necesitados. A partir de su canonización en 1236 se convirtió en un símbolo de caridad cristiana para toda Europa, extendiéndose su culto muy rápida y profundamente desde los territorios germánicos, polacos, húngaros, checos, hasta los italianos, ibéricos y franceses.

## Vida
Isabel nació en 1207 como hija del rey Andrés II de Hungría y su esposa Gertrudis de Andechs-Merania. Su madre era hermana de la religiosa que posteriormente será conocida como santa Eduviges de Silesia. Santa Isabel creció en la corte húngara junto a sus hermanos los príncipes Bela (Gabriel), Colomán y Andrés. En 1215 su padre tomó una nueva esposa dos años después de que su madre fuera asesinada y de esta unión nació una única hija, Violante de Hungría (la posterior esposa del rey Jaime I de Aragón). En 1221 Isabel se casó con el landgrave Luis de Turingia-Hesse y según los registros y leyendas, el matrimonio estuvo caracterizado por un amor correspondido y felicidad. A Luis no le preocupaba demasiado que su riqueza fuera repartida por Isabel entre los pobres, ya que creía que la labor caritativa de su esposa le traería una recompensa eterna; se la venera en Turingia como santa. Luis fue un aliado cercano y defensor acérrimo de los Hohenstaufen, y en particular del emperador germánico Federico II, por lo cual en la primavera de 1226, cuando Turingia se vio asolada por inundaciones, hambre y la peste, Luis representó a Federico II en la Dieta de Cremona. En esta ocasión, Isabel se encargó del gobierno y repartió limosnas por todo su territorio, incluso dando vestidos y joyas de la corte a los pobres. Debajo del castillo de Wartburg hizo construir un hospital con 28 camas, y visitaba todos los días a los enfermos para atenderlos. En esa misma época, el inquisidor Conrado de Marburgo se convirtió en su director espiritual.

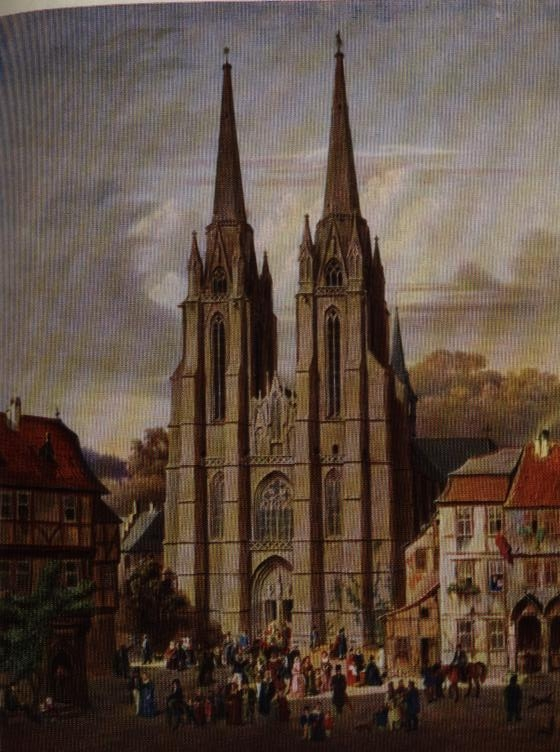
Iglesia de Santa Isabel en Marburgo (Alemania).

La vida de Isabel cambió radicalmente cuando Luis murió a causa de la peste el 11 de septiembre de 1227 en Otranto (Italia) cuando iba a participar en la Sexta Cruzada dirigida por Federico II. Pocos días después, el 29 de septiembre, Santa Isabel dio a luz a su hija, la beata Gertrudis de Altenberg, la cual fue enviada a un claustro de las monjas Premonstratenses junto a Wetzlar, donde fue criada como religiosa y murió a una edad avanzada como abadesa en 1300.
Isabel falleció en Marburgo, bien debido a agotamiento físico o a una enfermedad, cuando contaba solo 24 años de edad. Fue canonizada por el Papa Gregorio IX en 1235, hallándose presente en la ceremonia el  propio emperador Federico II Hohenstaufen. Su carta papal puede verse en la Cámara del tesoro de la iglesia de la Orden Teutónica en Viena, Austria. El día de Pentecostés (28 de mayo) del año 1235, durante la ceremonia de canonización, se la llamó "la mujer más grande de la Edad Media alemana". Su cuerpo se colocó sobre un magnífico altar dorado —que hoy todavía puede visitarse— en la Iglesia de Santa Isabel (Marburgo). Ahora es una iglesia protestante, pero cuenta con espacios reservados a la fe católica. Marburgo se convirtió en el centro de la Orden Teutónica, que adoptó a Santa Isabel como su segunda patrona. La Orden permaneció en Marburgo hasta que Napoleón I de Francia la disolvió en 1803.

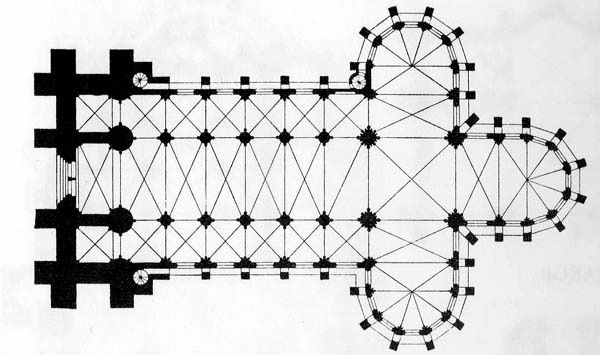
Plano de la Iglesia de Santa Isabel de Marburgo (Alemania).

## En la cultura

### Expansión de su culto
El culto a Santa Isabel se extendió muy rápidamente justo después de su canonización, adoptándose en territorios germánicos, húngaros, polacos y checos. El nombre de Isabel cobró enorme popularidad tras esto y en los territorios ibéricos. Tras el matrimonio de Violante de Hungría y Jaime I de Aragón, se convirtió en uno de los nombres españoles más tradicionales entre la monarquía y la gente común por igual.
Luego del matrimonio de la princesa María (la hija del rey Esteban V de Hungría) con Carlos II de Nápoles y Sicilia en 1270, el culto de Santa Isabel se extendió igualmente con gran fuerza a los territorios italianos, quedando numerosos frescos sobre su ciclo de leyendas como el del domo de Santa Maria Donna Regina Nuova.
Casi inmediatamente después de su muerte, Santa Isabel pasó a ser una santa patrona de la Orden de los Caballeros Teutónicos junto a la Virgen María y San Jorge.
También es patrona de la Orden Franciscana Seglar (antiguamente conocida como Tercera Orden Franciscana o Venerable Orden Tercera de San Francisco) junto con San Luis, Rey de Francia. Santa Isabel mantuvo durante años frecuente trato con los hermanos franciscanos de la zona y, una vez abandonada la vida de la Corte, llegó a profesar la Regla franciscana e instituir una fraternidad junto con cuatro compañeras, anteriormente sus sirvientas.
La capilla más pequeña del mundo (de 1,96 metros cuadrados) está dedicada a Santa Isabel de Hungría y se encuentra en el monumento Castillo de Colomares de Benalmádena, provincia de Málaga, España.
Santa Isabel de Hungría es la Santa Patrona de la ciudad de Bogotá, capital de la República de Colombia.
Es la patrona de las enfermeras en España. Se celebra su fiesta y Día de las Enfermeras en España el 17 de noviembre.
Reliquia de su cráneo
La reliquia del cráneo de Santa Isabel de Hungría llegó a Bogotá de manos de Mons. Luis Zapata de Cárdenas, quien fuese hacia el año 1573 el arzobispo metropolitano de Santafé de Bogotá.
Antes de su destino final en Colombia, la reliquia ya había recorrido un largo camino. La reforma protestante en los estados alemanes había causado, entre otras cosas, la profanación de los restos de la santa, antes venerados en la Catedral de Marburgo. Pero un descendiente de Isabel de Hungría, Felipe I de Hesse, las retuvo consigo hasta 1548, cuando el Rey Carlos V lo obliga a restituirlos. Parte de las reliquias fueron entregadas a Ana de Austria, la cuarta esposa de Felipe II, quien se las confía al Arzobispo Zapata de Cárdenas.
La reliquia, resguardada en una caja de plata en forma del busto de la Santa, permanece en la bóveda del tesoro de la Catedral primada de Colombia

### Representaciones

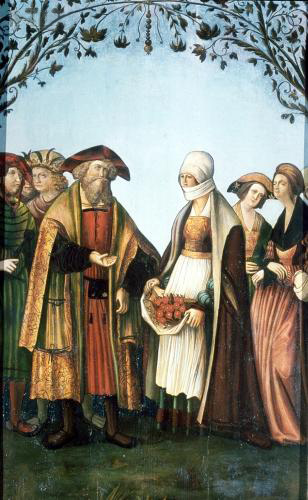
Santa Isabel de Hungría. Pintura del domo de Beschreibung, Quelle de 1525.

Santa Isabel se suele representar comúnmente como una dama vestida con ropajes reales y corona cargando un cesto lleno de rosas. Esto es una alegoría al milagro de las rosas que ocurrió cuando estaba obsequiando pan a los pobres y fue sorprendida por su cuñado Conrado de Turingia. Para que no tuviese que mentir, o fuese castigada por el noble germánico, según la leyenda Dios hizo convertir el contenido del cesto en rosas.
Igualmente es común hallar representaciones de Santa Isabel, donde está rodeada de gente pobre o enferma, aunque casi como motivo fijo se halla el cesto lleno de rosas o de hogazas de pan.

### Literatura
La obra de teatro áureo "El ejemplo de virtudes y Santa Isabel Reina de Hungría", firmada por "Una dama sevillana", se basa en esta historia y exalta la devoción religiosa de la santa, especialmente, después de la muerte de su marido, cuando decide consagrarse a Dios.